# اغتيال عباس الموسوي
في 16 فبراير 1992، اُغتيل السيد عباس الموسوي، الأمين العام لحزب الله، في غارة جوية إسرائيلية على سيارته في جنوب لبنان، كجزء من صراع جنوب لبنان (1985-2000). أطلقت إسرائيل على العملية اسم عملية وقت الليل (بالعبرية: מבצע שעת לילה‏).